# Иштван III Бетлен
Иштван Бетлен, Иштван III Бетлен или Иштван III (венг. Bethlen István; 1582, Илия, Румыния — 10 января или 23 декабря 1648, Надьэчед, Венгрия) — князь Трансильвании, из династии и рода Бетлены.

## Биография
Иштван III Бетлен родился в 1582 году, в семье Фаркаша Бетлена и Фружины Лазар, в поместье своего отца в Илие (Румыния). У Иштвана был брат Габор Бетлен.

### Карьера
Иштван начал свою карьеру во времена правления своего брата Габора Бетлена. Когда он с братом осиротел, его дядя Андраш Лазар заботился о них. Также Иштван возглавлял королевскую гвардию, сражался в Тридцатилетней войне против Габсбургов и заменял своего барата князя Трансильвании во время его отсутствия.
В 1616 году Иштван стал членом Хуньяда. С 1618 года он был главным констеблем придворной кавалерии. В 1626 году Иштван был назначен воеводой Трансильвании. В 1628 году он стал верховным жрецом округа Марамарос.
После смерти Габора в 1629 году, управляла Трансильванией его вдова Екатерина Бранденбургская. Но она ничего не знала в государственных делах, поэтому Иштван стал её опекуном. Вскоре Екатерине пришлось отказаться от власти, и новым правителем Трансильвании стал Иштван Бетлен, 28 сентября 1630 года. Иштван был заурядным политиком, поэтому против него организовалась сильная оппозиция, во главе которой стоял Дьёрдь I Ракоци. Дворяне королевской Венгрии считали, что Трансильвания должна присоединиться к Габсбургской монархии. Под угрозой такой перспективы парламент Трансильвании решил низложить Иштвана 26 ноября 1630 года и сделать Дьёрда I Ракоци князем Трансильвании.
В 1636 году турки ополчились на Дьёрда Ракоци, за невыплату дани. Иштван убедил султана ввести войска в Трансильванию. Но Ракоци смог победить турок. После этого Иштван и Ракоци заключили между собой мир.

### Смерть
Иштван Бетлен умер 10 января или 23 декабря 1648 года в городе Надьэчед, Венгрия.

### Семья
Иштван Бетлен родился в семье Фаркаша Бетлена и Фружины Лазар. Его брат Габор Бетлен до 1629 года правил Трансильванией. Также его дядя Андраш Лазар заботился о нём и о его брате, когда они осиротели. У Иштвана было две жены: Кристина Чаки (?-1623) и Каталина Каройи (1588—1635; бывшая жена Габора Бетлена). А также пятеро детей (от Кристины Чаки): Иштван (1606—1633) — старший жупан бихарского комитета, Петер (?-1646) — главный жупан марамарошского и хуньядского комитетов, Ката, Фружина (1614—1671) и Анна — жена Иштвана Текели, мать Марии Дьюлаффи и принца Имре Тёкёли.